# Paulius Valinskas
Paulius Valsinskas (Kaunas, 9 dicembre 1995) è un cestista lituano.

## Biografia
È il fratello maggiore di Marius Valinskas, anch'egli cestista.

## Palmarès
- Campionato lituano: 2

Žalgiris Kaunas: 2016-17, 2017-18
- Coppa di Lituania: 2

Žalgiris Kaunas: 2017, 2018